# 福永駅
福永駅（ふくえいえき）は、中華人民共和国深圳市宝安区に位置する深圳地下鉄11号線の駅。

## 駅構造
島式ホーム1面2線の地下駅
| 1 | コンコース      | 顧客サービス    |
| 2 |                 | 11号線 碧頭方面 |
| 2 | 島式ホーム      |                 |
| 2 | 11号線 福田方面 |                 |